# Shake the Baby Silent
«Shake the Baby Silent» es un sencillo de la banda finlandesa de hard rock Lordi, que fue publicado el 8 de noviembre de 2019. Es el primer sencillo del álbum Killection.
La canción se encuentra en una línea de tiempo ficticia fechada en 1995. Mr. Lordi describe el sencillo como:

Uno de mis viejos conocidos, al escuchar esta canción, dijo que Lordi sonaba así en ese momento, por lo que la verdad no se ha distorsionado ni siquiera ahora. La encapsulación del tiempo ha funcionado, pero, por supuesto, ha llevado algún esfuerzo
Mr. Lordi

## Lista de canciones
- Shake the Baby Silent (3:36)

## Créditos
- Mr. Lordi (vocalista)
- Amen (guitarra)
- Hiisi (bajo)
- Mana (batería)
- Hella (piano)